# Teresinha Sodré
Terezinha Sodré Nome artístico de Maria Thereza Abate (São Paulo, SP, Brasil, 8 de dezembro de 1941) é uma atriz, apresentadora de televisão, Produtora e cantora brasileira.
A atriz foi casada com Carlos Alberto Torres, capitão da Seleção Brasileira de Futebol na Copa do Mundo de 1970.
Se afastou da midia nos 90, Morando para Miami trabalhando como apresentadora de televisão, até 2012 quando voltou para o Brasil.
Atualmente é aposentada.

## Carreira

### Televisão
| Ano       | Título                     | Personagem         | Emissora   |
| --------- | -------------------------- | ------------------ | ---------- |
| 1971      | Hospital                   | Teresinha          | Rede Tupi  |
| 1972      | Dom Camilo e os Cabeludos  | Katy Pé de Bode    | Rede Tupi  |
| 1973      | A Volta de Beto Rockfeller | Adozinda           | Rede Tupi  |
| 1974      | O Machão                   | Jandira            | Rede Tupi  |
| 1975      | A Viagem (1975)            | Nenê               | Rede Tupi  |
| 1975      | O Sheik de Ipanema         | Jajá               | Rede Tupi  |
| 1977      | Locomotivas                | Lurdinha           | Rede Globo |
| 1978      | Te Contei?                 | Alice              | Rede Globo |
| 1980      | Água Viva                  | Marinete           | Rede Globo |
| 1981      | Baila Comigo               | Corina Costa       | Rede Globo |
| 1982      | Sétimo Sentido             | Rita               | Rede Globo |
| 1983      | Guerra dos Sexos           | Leda               | Rede Globo |
| 1984-1986 | Os Trapalhões              | Vários Personagens | Rede Globo |
| 1985      | Ti Ti Ti                   | —                  | Rede Globo |
| 1986      | Cambalacho                 | —                  | Rede Globo |
| 1990      | Gente Fina                 | Carmem             | Rede Globo |
| 1992      | Anos Rebeldes              | Adelaide           | Rede Globo |

### Como Apresentadora
- 1994- De Olho na Copa (Rede Manchete)

- 1994-1999- Miami Society (Canal de TV de Miami)

- 2006-2012- Planet Florida (Canal de TV de Miami)

### Teatro
- 1959 - A Sala de Espera

- 1960 - A Pequena do 7º Andar

- 1962 - Quatro Num Quarto

- 1972- Um Edifício Chamado 200

- 1973 - Marido, Matriz e Filial

- 1973-1974 - Freud Explica, Explica?

- 1986 - Bonifácio Bilhões

- 1986-1988 - Trair e Coçar, É Só Começar!

## Trabalhos no Cinema
| Ano  | Título                                          | Personagem   |
| ---- | ----------------------------------------------- | ------------ |
| 1976 | O Homem de Papel                                | Marília      |
| 1975 | A Filha do Padre                                | Dolores      |
| 1975 | Fracasso de um Homem nas Duas Noites de Núpcias | Lúcia        |
| 1974 | O Super Manso                                   | Elisa        |
| 1972 | Maridos em Férias                               | Tânia        |
| 1971 | Finis Hominis                                   | Madalena     |
| 1971 | Como Ganhar na Loteria Sem Perder a Esportiva   | [ 5 ]        |
| 1970 | Audácia!                                        | Maria Vargas |
| 1969 | Dois Mil Anos de Confusão                       | Betty        |
| 1969 | Mulher Pecado                                   | —            |
| 1968 | As Libertinas                                   | Alice        |